# Гильчин
Гильчи́н — село в Тамбовском районе Амурской области России. Входит в состав Раздольненского сельсовета.

## География
Село Гильчин стоит на левом берегу реки Гильчин (левый приток Амура), в её среднем течении, в 26 км ниже районного центра Тамбовского района села Тамбовка.
Дорога к селу Гильчин идёт на юг от административного центра Раздольненского сельсовета села Раздольное, расстояние — 12 км.
До районного центра Тамбовского района села Тамбовка по автодороге — 32 км (через Раздольное).
От села Гильчин на юго-запад идёт дорога к селу Муравьёвка, а на юго-восток — в Константиновский район к селу Верхний Уртуй и к районному центру Константиновка.

## Население
| 2002 | 2010 | 2012 | 2013 | 2014 | 2015 | 2016 |
| ---- | ---- | ---- | ---- | ---- | ---- | ---- |
| 467  | ↘399 | ↘386 | ↘378 | ↘367 | ↗371 | ↘368 |
| 2017 | 2018 |      |      |      |      |      |
| ↗380 | ↗381 |      |      |      |      |      |

## Улицы
| - ул. Калинина, - ул. Ленина, - ул. Молодёжная, | - пер. Новый, - ул. Садовая, - пер. Технический. |

## Экономика
Сельскохозяйственные предприятия Тамбовского района.